# Rain Dances
Rain Dances är ett musikalbum av Camel, lanserat 1977 på Decca Records. Vid inspelningen av albumet hade gruppens originalbasist Doug Ferguson ersatts av Richard Sinclair, tidigare medlem i Caravan. Saxofonisten Mel Collins, tidigare från King Crimson, var också ny medlem.

## Låtlista
1. "First Light" - 5:01
2. "Metrognome" - 4:15
3. "Tell Me" - 4:06
4. "Highways of the Sun" - 4:29
5. "Unevensong" - 5:35
6. "One of These Days I'll Get an Early Night" - 5:53
7. "Elke" - 4:26
8. "Skylines" - 4:24
9. "Rain Dances" - 3:01

## Listplaceringar
- UK Albums Chart, Storbritannien: #20[1]
- VG-lista, Norge: #17[2]
- Topplistan, Sverige: #30[3]